# ۷۴ (عدد)
۷۴(هفتاد و چهار) یک عدد طبیعی است که بعد از ۷۳ و قبل از ۷۵ قرار دارد.
همچنین ۷۴  در مجموعه اعداد حقیقی،اعداد صحیح و اعداد حسابی قرار دارمجموع ارقام این عدد ۱۱میشود.این عدد بر اعداد ۲و۳بخش پذیر است.